# Disperis hildebrandtii
Disperis hildebrandtii (лат.) — вид однодольных растений рода Disperis семейства Орхидные (Orchidaceae). Впервые описан немецким ботаником Генрихом Густавом Райхенбахом в 1878 году.
Назван в честь немецкого исследователя Мадагаскара Иоганна Мария Гильдебрандта.

## Распространение и среда обитания
Известен с севера Мадагаскара и с острова Майотта (Коморы). Типовой экземпляр собран у ручья в местности Носи-Бе на горе Локобе (Мадагаскар).
Растёт в сухих, полусухих и влажных лесах.

## Ботаническое описание
Клубневой геофит.
Небольшая наземная орхидея высотой 10—20 см; ствол голый.
Листья ланцетовидные, округлые, заострённые, тёмно-зелёного цвета с белыми полосками с верхней стороны; каждое растение несёт 3—4 листа.
Цветки крупные, красновато-фиолетового цвета, собраны в соцветие от 1—2 до нескольких цветков. Губа цилиндрической формы.
Цветёт с декабря по январь.